# Pull (musikalbum)
Pull är det amerikanska hårdrocksbandet Wingers tredje album. Detta album visade en förändring till ett mera tyngre sound än de första albumen. Albumet sålde dock mindre än tidigare material och på grund av den ökade populariteten av grunge-musiken var band som Winger inte längre på toppen, vilket ledde till att bandet lades ner efter turnén. Paul Taylor hade hoppat av efter den tidigare turnén, så skivan spelades in med bara en gitarrist. Sedan fick John Roth hoppa in och spela gitarr under turnén.

## Låtlista
1. Blind Revolution Mad (Kip Winger, Reb Beach)
2. Down Incognito (Winger, Beach)
3. Spell I'm Under (Kip Winger)
4. In My Veins (Winger, Beach)
5. Junkyard Dog (Winger, Beach)
6. The Lucky One (Winger, Beach)
7. In For The Kill (Winger, Beach)
8. No Man's Land (Winger, Beach)
9. Like A Ritual (Winger, Beach)
10. Who's The One (Winger, Beach)

## Medverkande
- Kip Winger (bas & sång)
- Reb Beach (gitarr & bakgrundssång)
- Rod Morgenstein (trummor)

- John Roth (gitarr & bakgrundssång på turnén)